# 세계의 불가사의

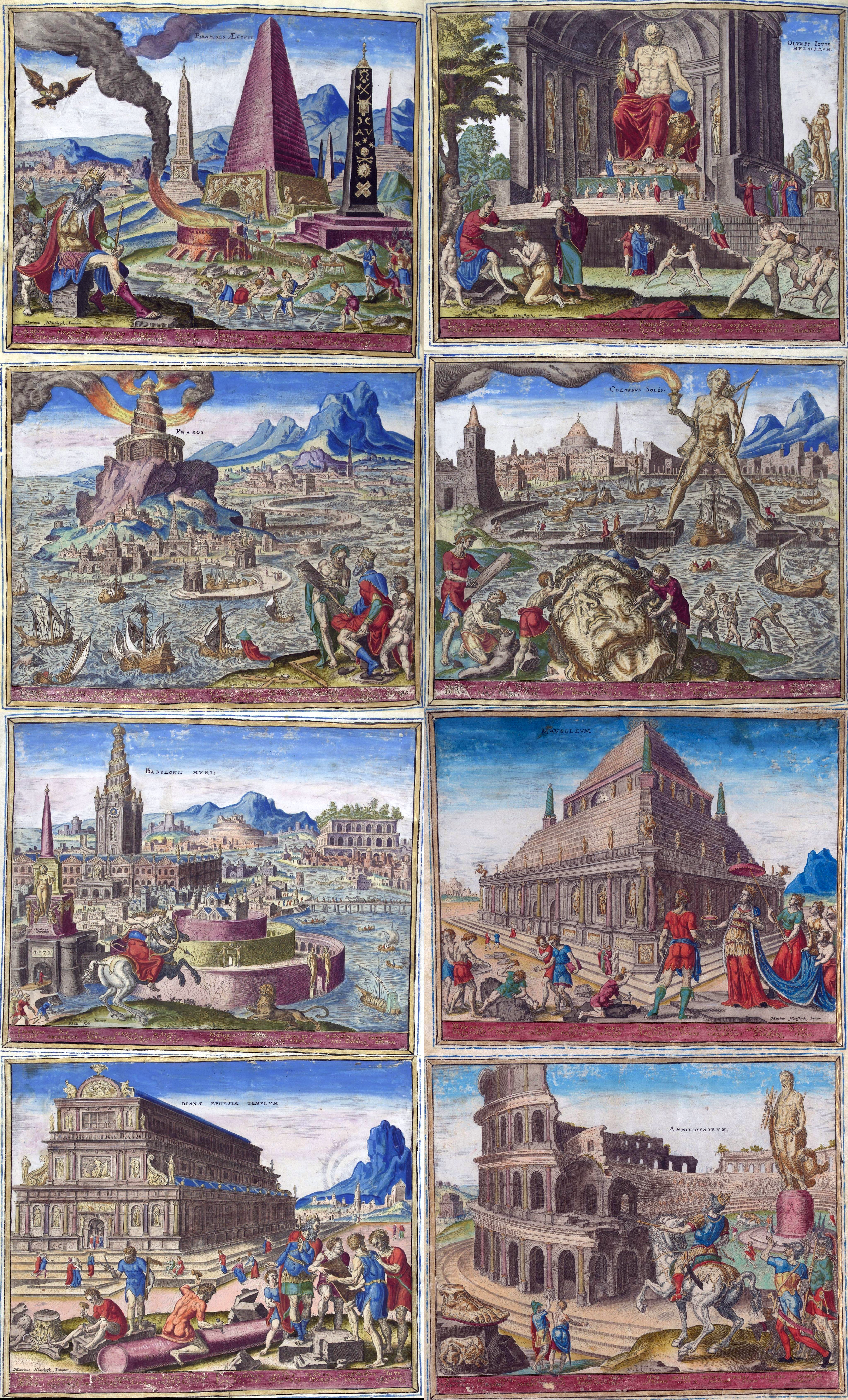
고대 7대 불가사의 (왼쪽부 오른쪽 하단): 기자의 피라미드, 바빌론의 공중정원, 에베소의 아르테미스 사원의 올림피아 제우스, 할리카르나소스의 마우솔레움, 로도스의 거상에 등 알렉산드리아의 등대다.

세계의 불가사의(世界- 不可思議, 영어: Wonders of the World)에 대한 목록이다.

## 불가사의 고대 세계
- 기자의 대피라미드
- 바빌론의 공중 정원
- 올림피아의 제우스 상
- 에베소의 아르테미스 사원
- 할리카르나소스의 마우솔레움
- 로도스의 거상
- 알렉산드리아의 등대

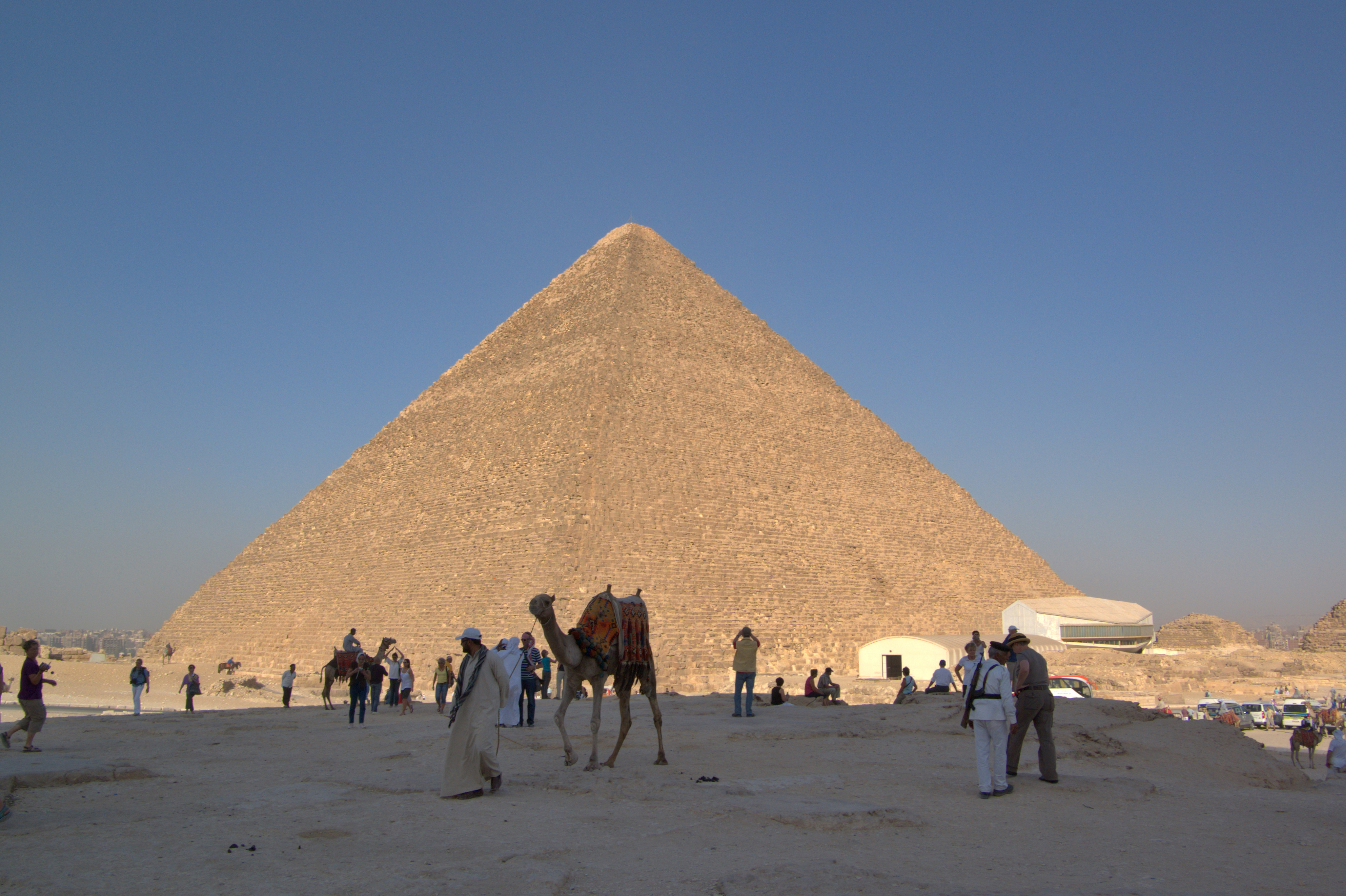
기자의 피라미드,고대 7대 불가사의 건축물 중에 유일하게 보존되어 있다.

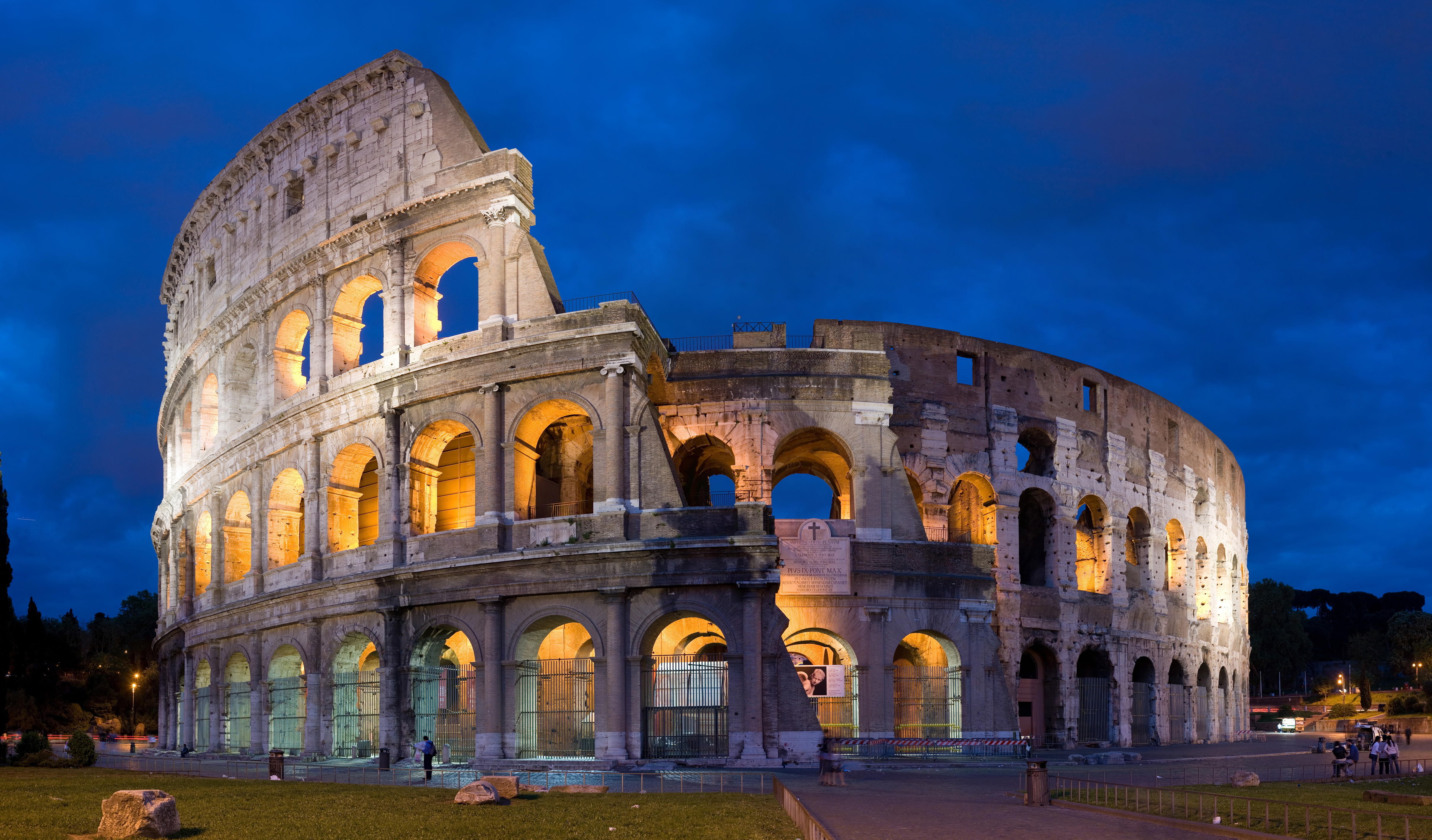
콜로세움

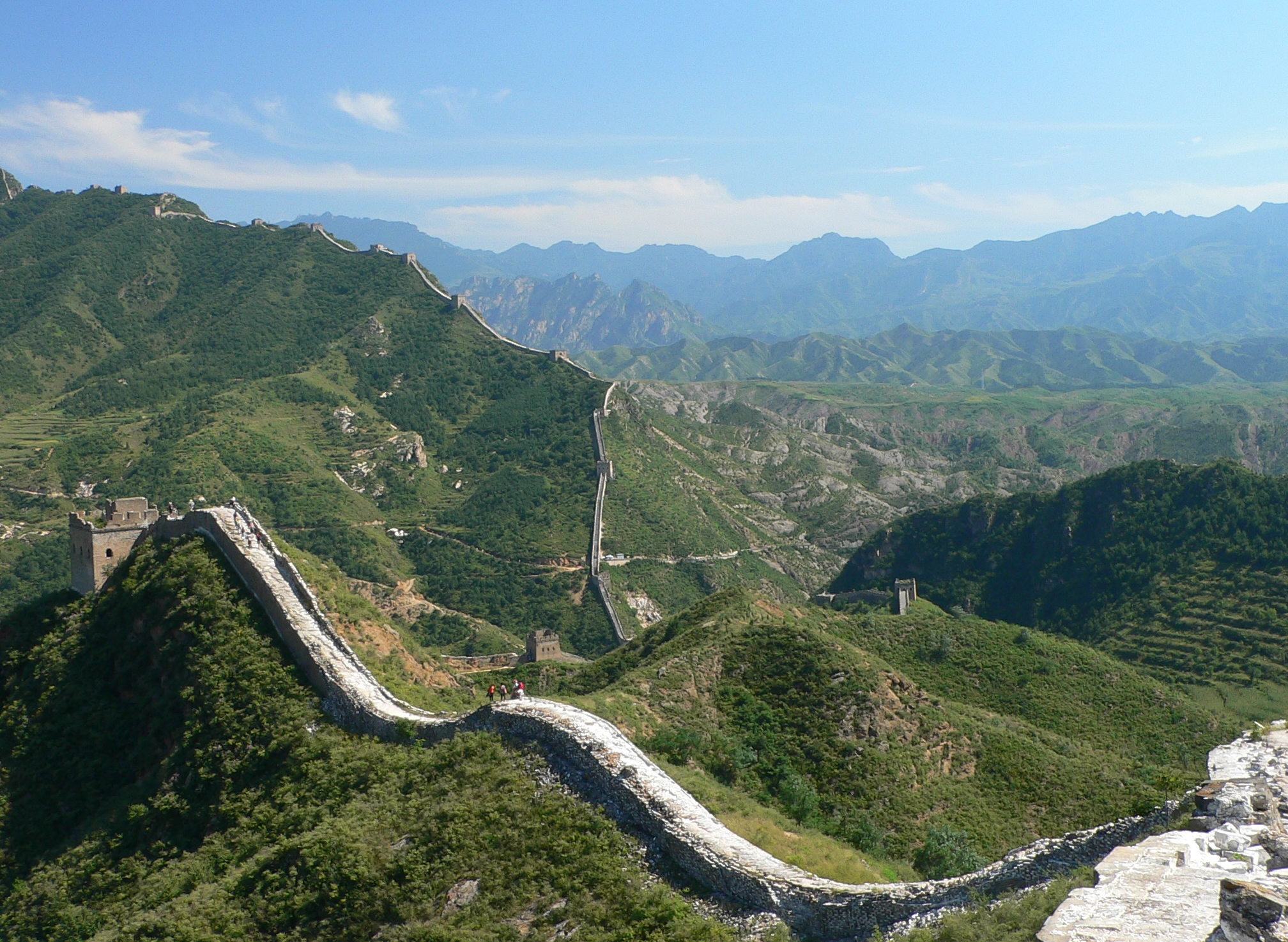
만리장성

하기아 소피아

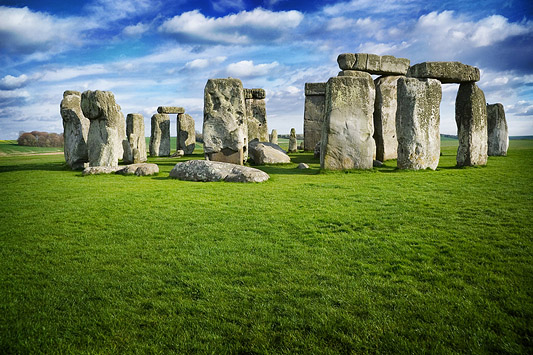
스톤헨지

마추픽추

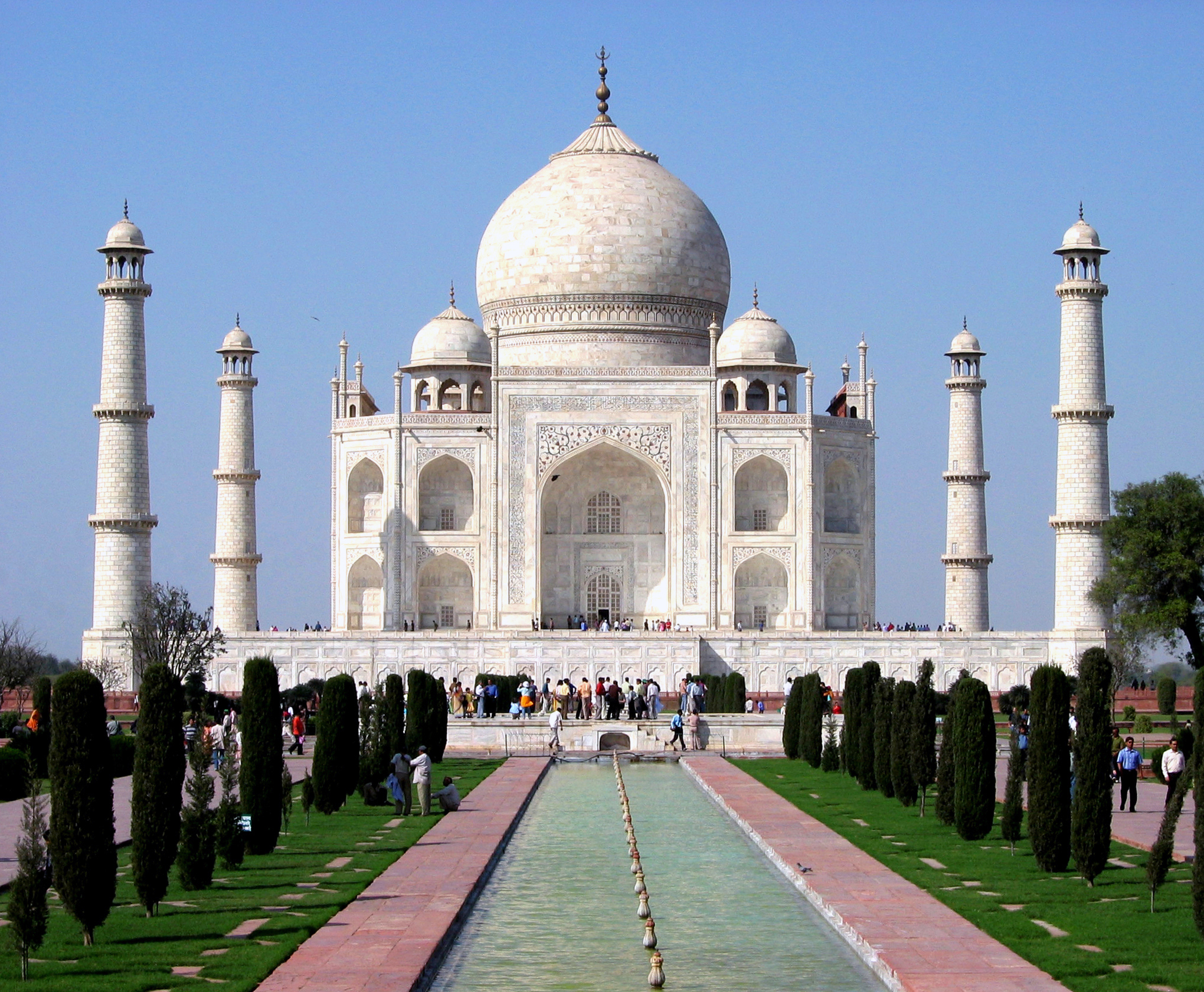
타지 마할

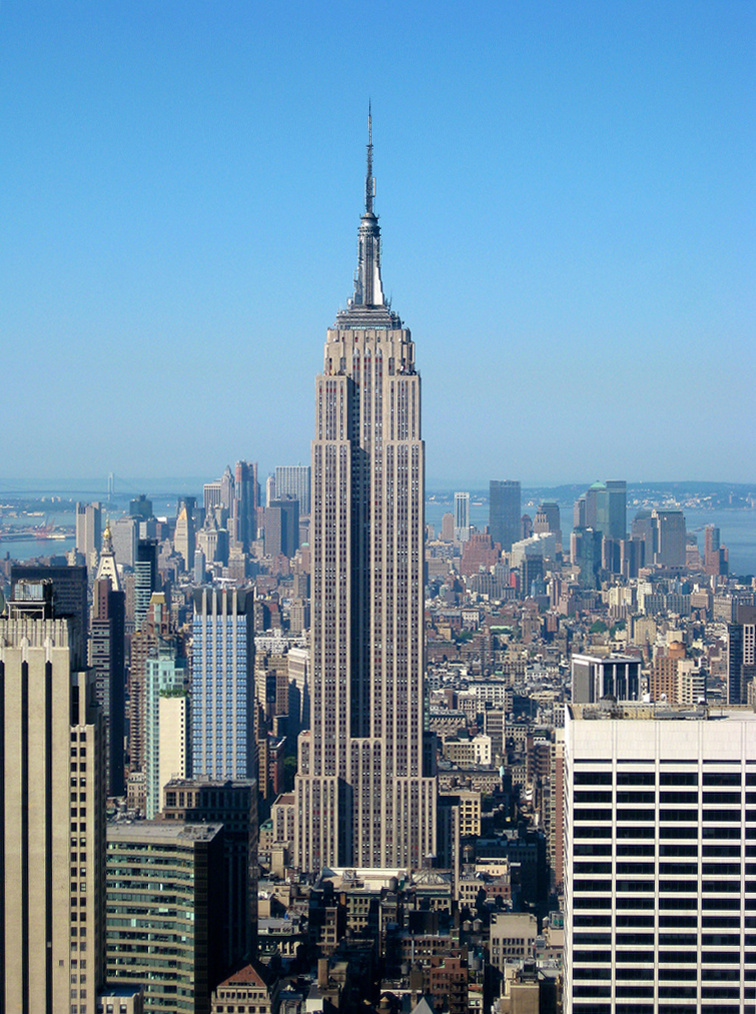
엠파이어 스테이트 빌딩

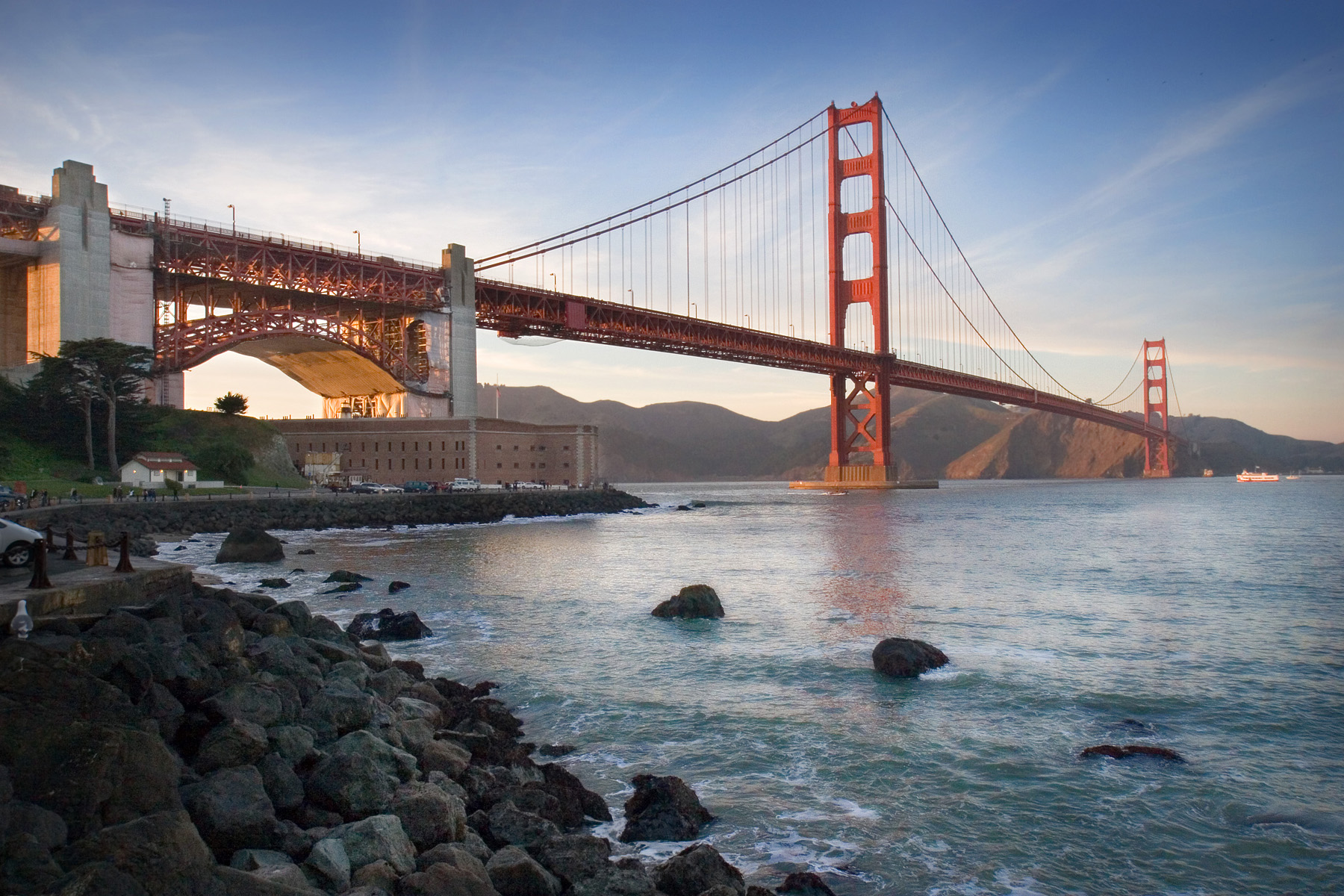
골든 게이트 브리지

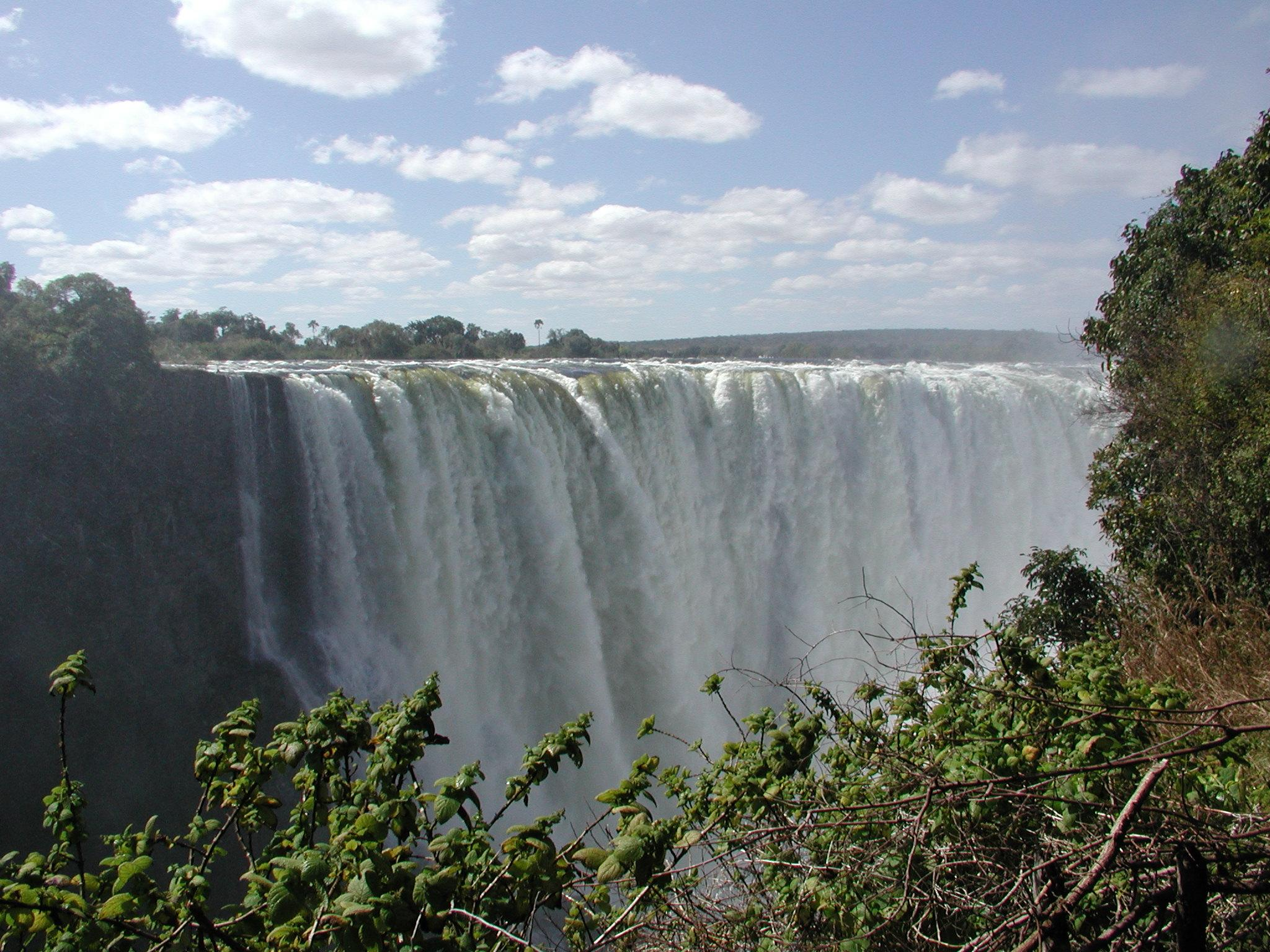
빅토리아 폭포는 세계에서 물을 많이 떨어뜨린다.

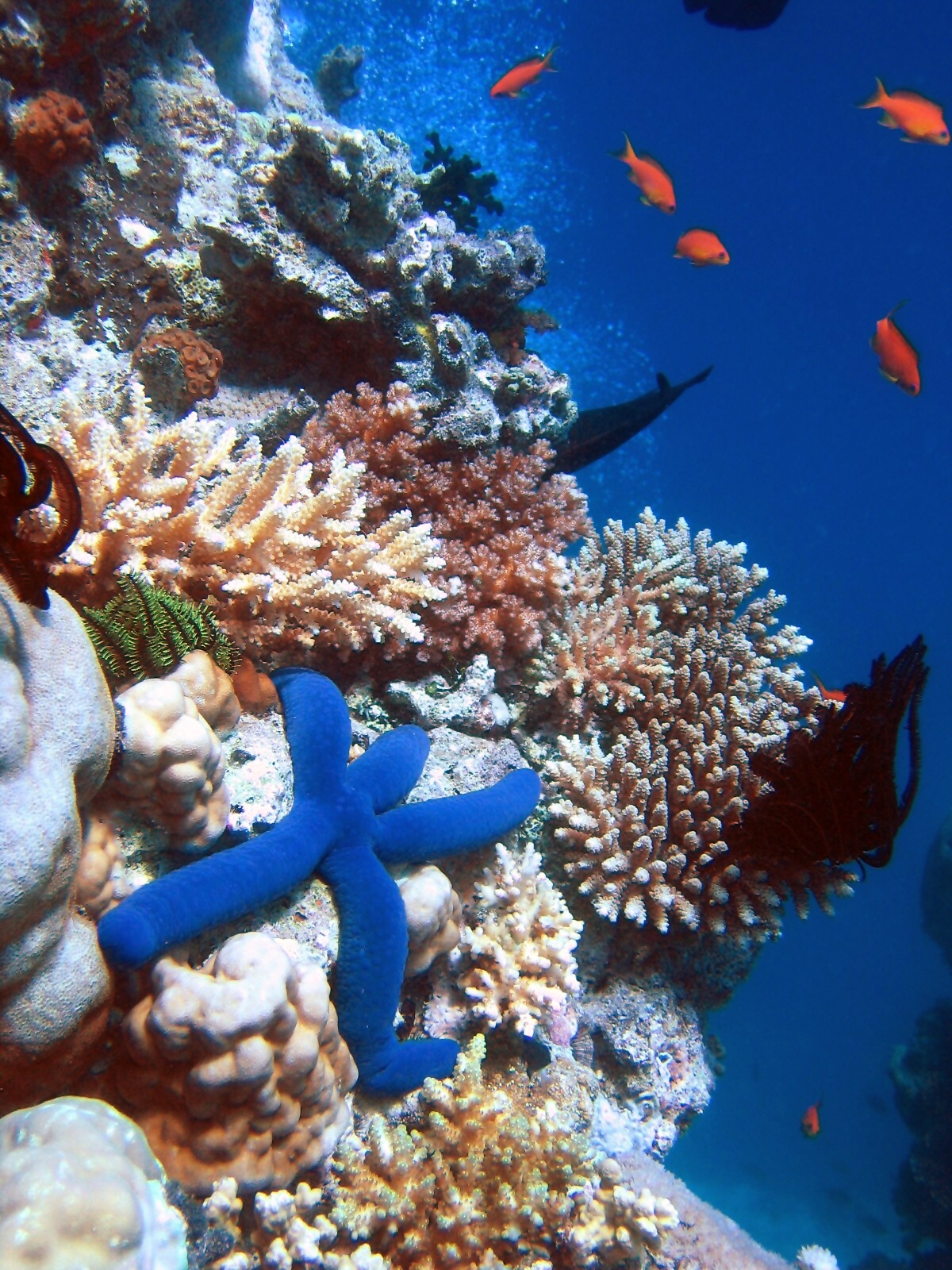
그레이트 배리어 리프

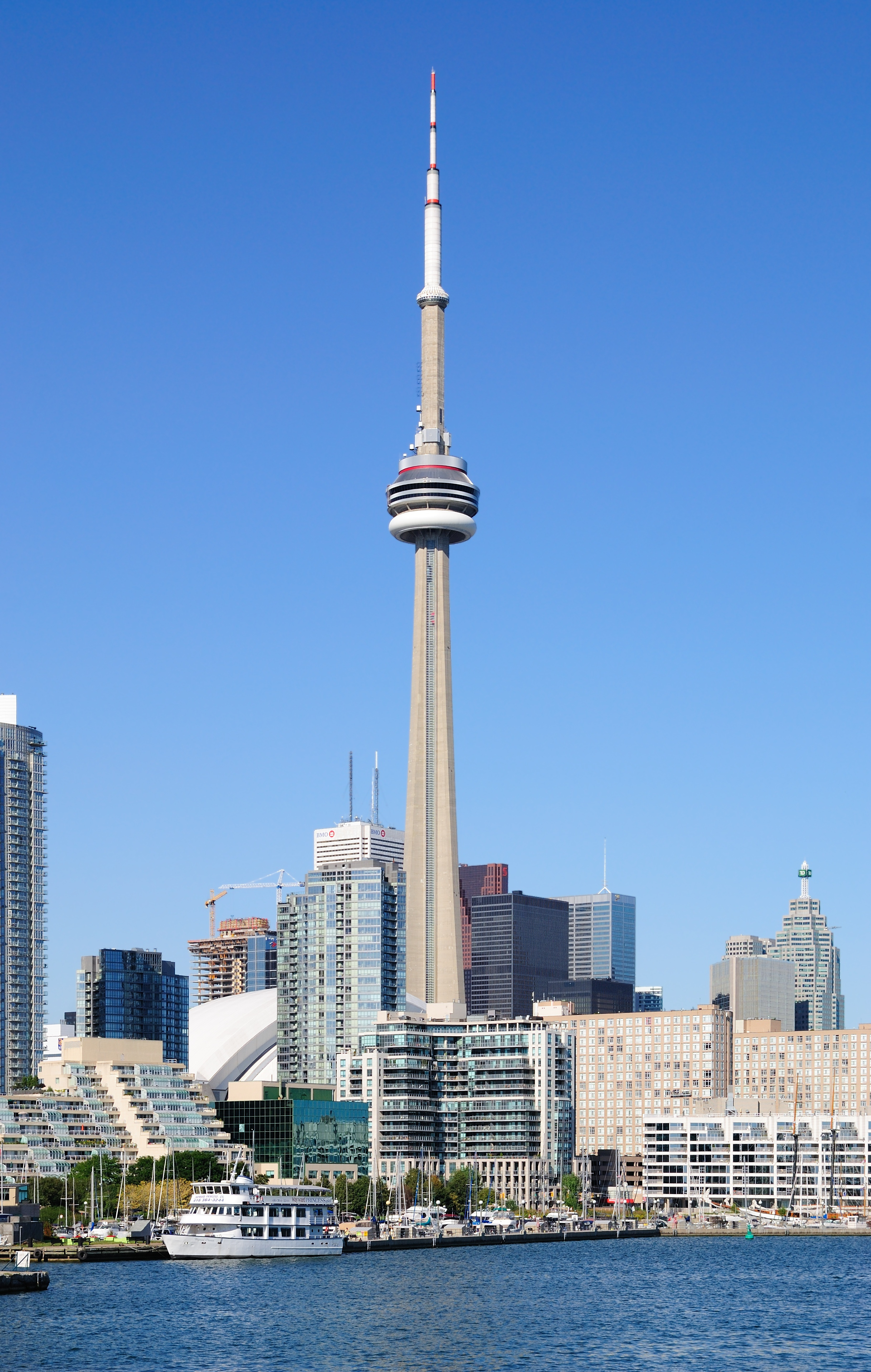
CN 타워

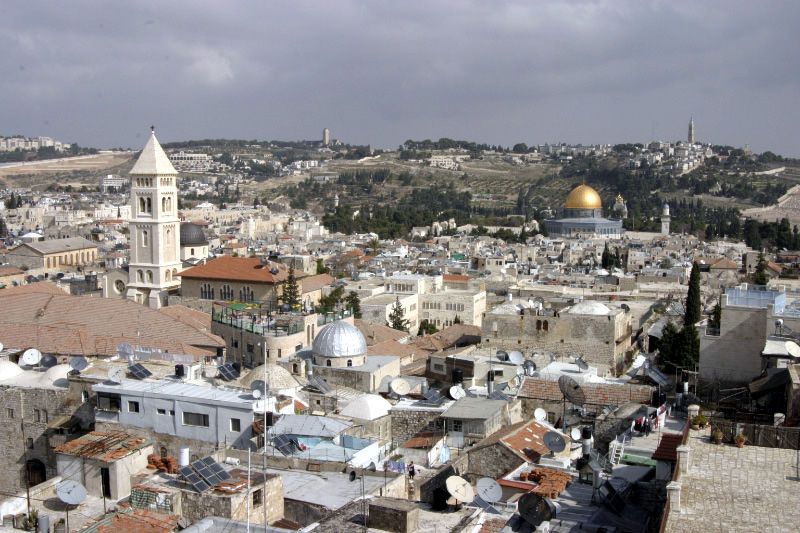
예루살렘의 구시가지

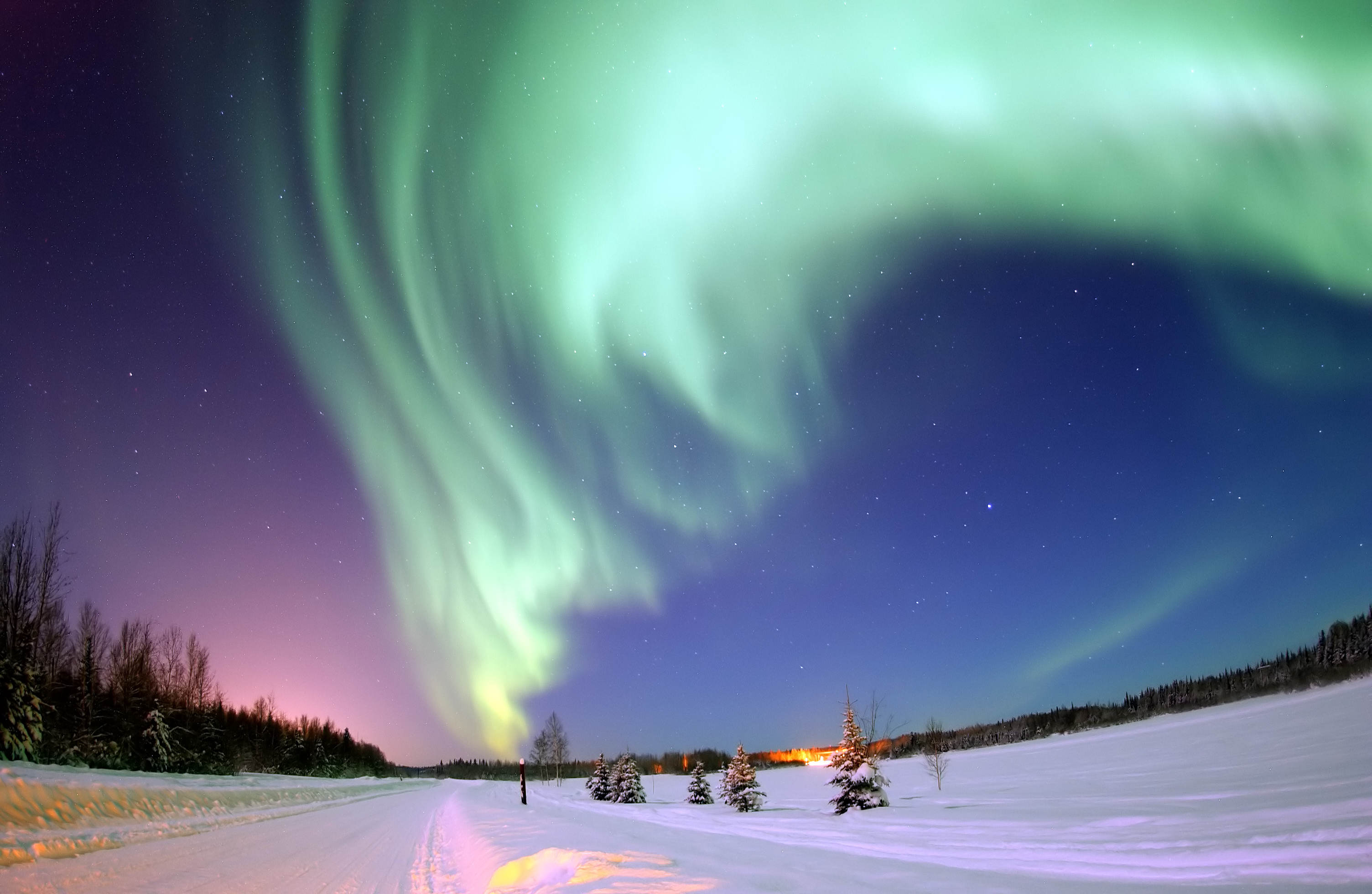
The Aurora Borealis 또는 북부 조명

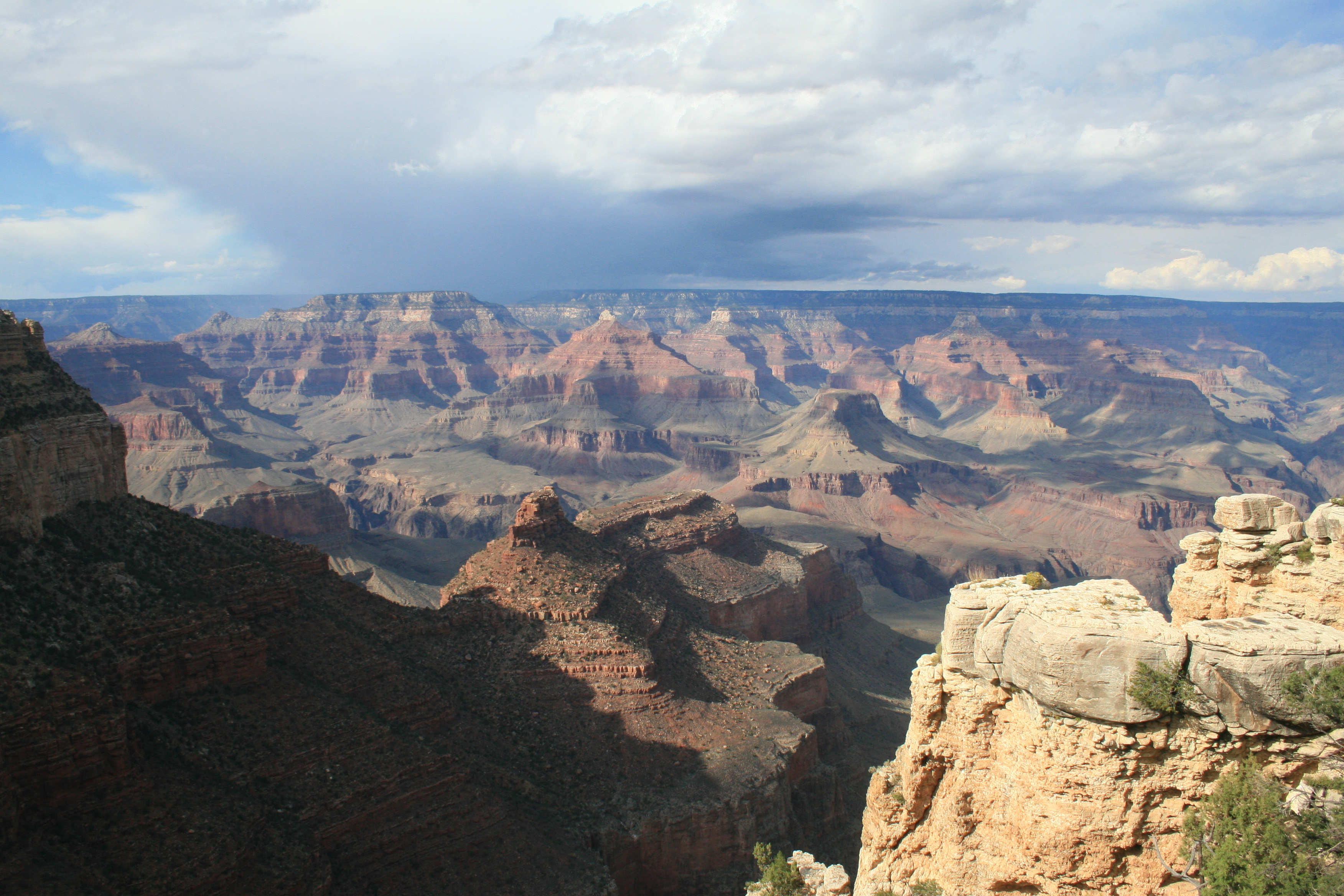
그랜드 캐년

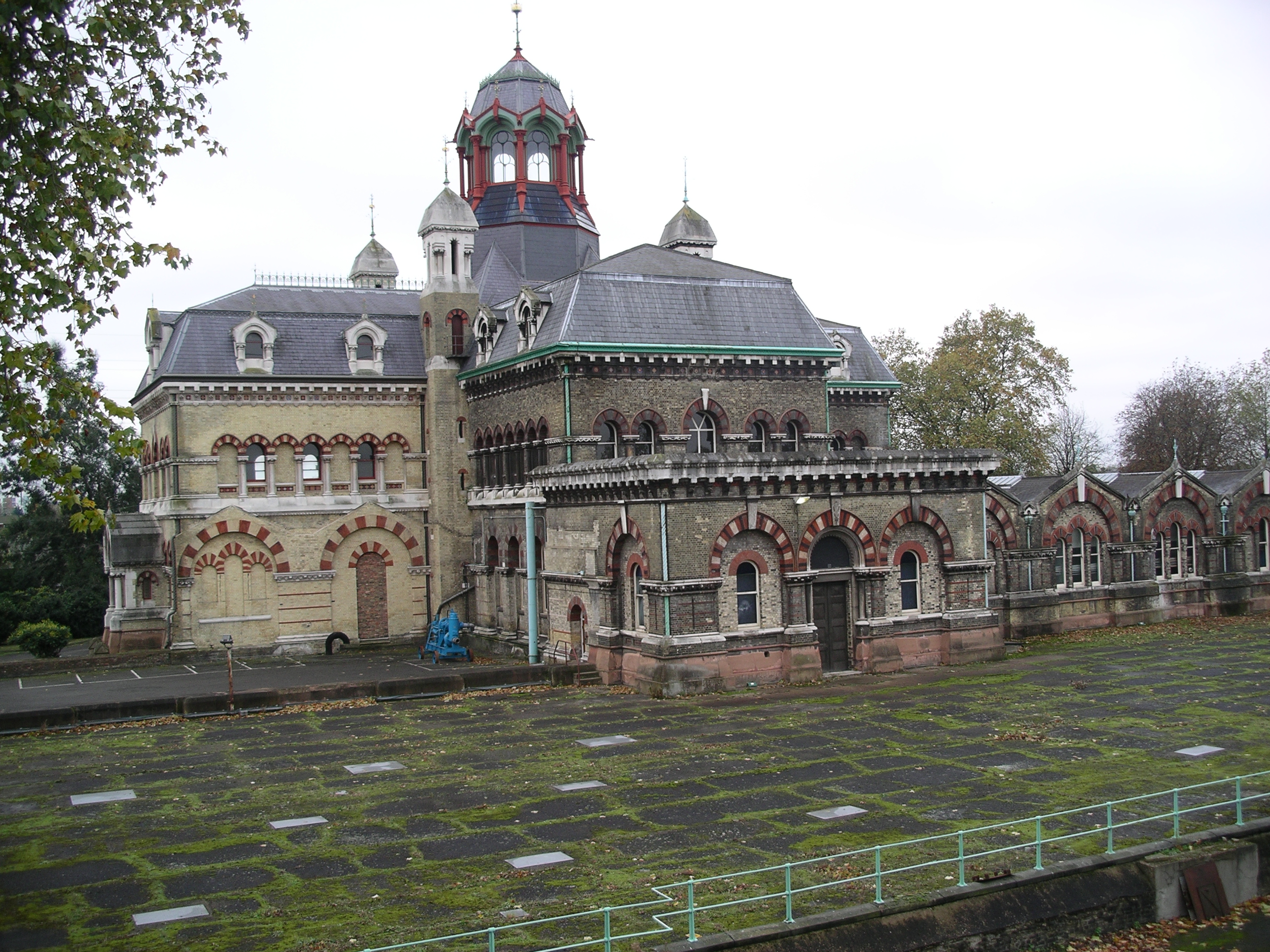
런던의 하수 시스템은' 원래의 수도원의 펌프장

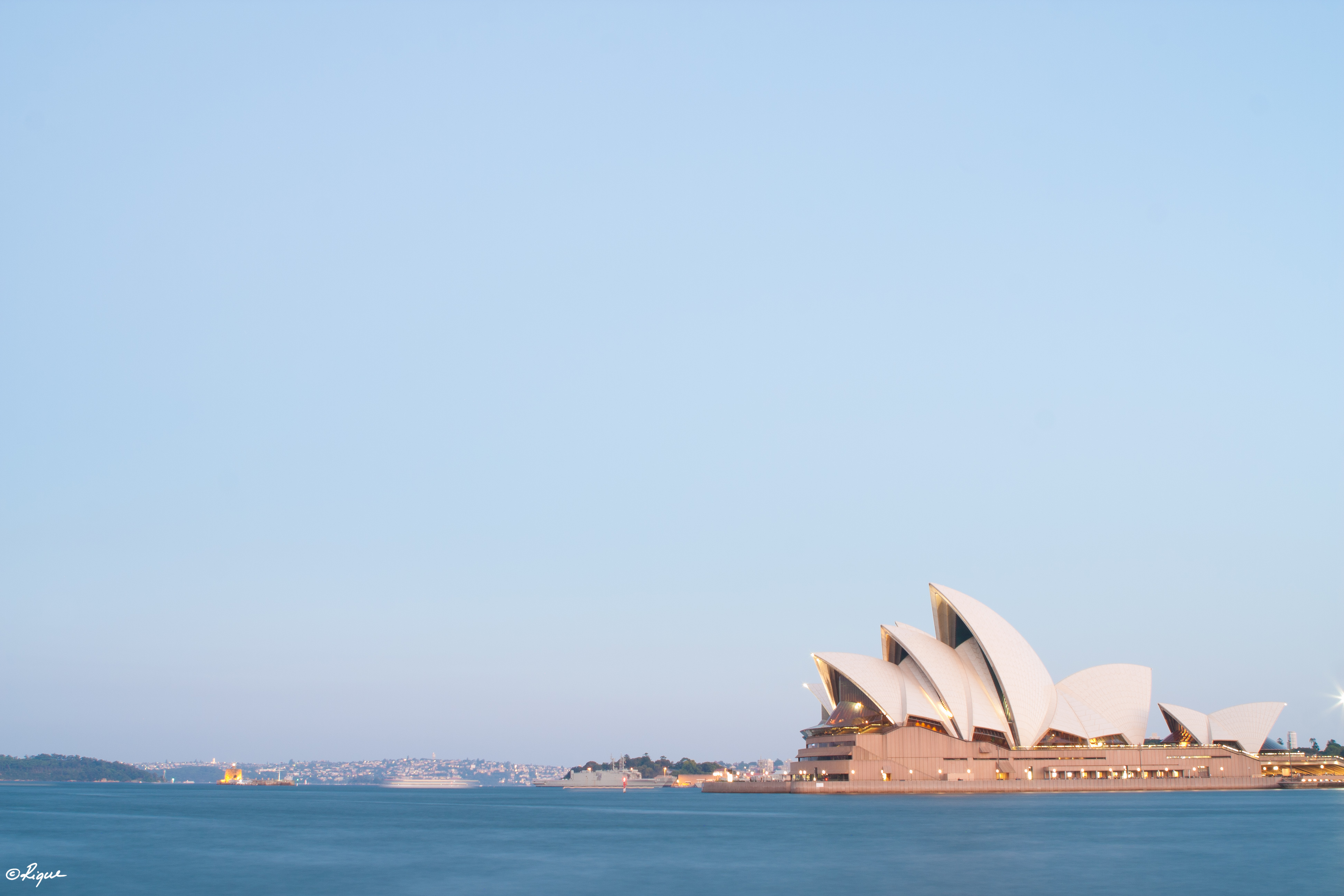
시드니 오페라 하우스

기자의 피라미드는 고대 7대 불가사의 건축물 중에 유일하게 보존되어 있다.

## 시대마다 다른 목록
주요 중세시대 이전에 지어진 유명한 건축물들
- 스톤헨지
- 콜로세움
- 콤엘 쇼카파의 카타콤브
- 만리장성
- 탑 난징
- 하기아 소피아
- 피사의 사탑

다른 사이트에 때때로 포함되어 있는 목록:
- 타지마할
- 카이로의 요새
- 엘리 대성당
- 파크 애비

## 최근에 추가된 목록들

### 세계 7대 자연경관
세계 7대 자연경관 (2007-11), 새로운 세계 7대 불가사의에서 주최한 세계 투표로 새로운 7대 자연경관을 뽑았다.
- 이과수 폭포
- 제주도
- 코모도섬
- 푸에르토 프린세사 지하강
- 테이블산
- 할롱만
- 아마존 열대우림

### 뉴세븐원더스(New7Wonders) 도시
뉴세븐원더스 도시는 세 번째 세계 투표를 통해 결정되었다.
- 더반,  남아프리카 공화국
- 비간,  필리핀
- 아바나, 쿠바
- 쿠알라룸푸르, 말레이시아
- 베이루트, 레바논
- 도하, 카타르
- 라파스, 볼리비아

## 태양계의 7대 불가사의
1999년에 천문학 잡지에서 태양계의 불가사의를 발표하였다.
- 엔셀라두스
- 목성의 거대한 반점
- 소행성 지대
- 태양의 표면
- 지구의 바다
- 토성의 고리
- 올림푸스 몬스 화산